# Flughafen Taschkent

i8
i11
i13
Der Flughafen Taschkent (usbekisch Toshkent Xalqaro Aeroporti, russisch Ташкент-Южный аэропорт, IATA-Code: TAS, ICAO-Code: UTTT) ist ein internationaler Flughafen bei Taschkent, der Hauptstadt Usbekistans. Er ist von der Anzahl der Passagiere her der frequentierteste des Landes. Er ist rund 6 km vom Stadtzentrum entfernt.

## Geschichte
Die Geschichte des Flughafens lässt sich auf das Jahr 1923 mit der Aufnahme erster Flugverbindungen nach Taschkent zurückführen. Während der Sowjet-Zeit entwickelte sich ein größerer Verkehrsflughafen. 1993 benutzten 1.409.900 Menschen den Flughafen. Mitte der 1990er Jahre wurde der Flughafen mit Hilfe westlicher Baukonzerne erheblich saniert. 2001 folgte dann die Terminalsanierung. 2003 wurde er zum besten Flughafen in der GUS gekürt. Die Kapazität des Flughafens liegen heute bei mehreren tausend Passagieren in der Stunde.
Im August 2021 war der Flughafen Taschkent der Dreh- und Angelpunkt der Bundeswehr-Evakuierungsflüge vom Kabul International Airport. Mit Transportmaschinen des Typ A400M wurden im Pendelverkehr Menschen aus Kabul evakuiert.

## Fluggesellschaften und Ziele
Der Flughafen Taschkent ist Heimatflughafen des usbekischen Nationalcarriers Uzbekistan Airways. Dieser betreibt ab hier ein ausgedehntes Streckennetz mit mehreren Dutzend Direktzielen. Zudem landen zahlreiche andere Fluggesellschaften regelmäßig in Taschkent und verbinden den Flughafen mit weiteren, vorherrschend im GUS-Raum liegenden Zielen.
Im deutschsprachigen Raum werden derzeit Frankfurt und München durch Uzbekistan Airways im Liniendienst regelmäßig angeflogen. Turkish Airlines fliegt den Flughafen Taschkent vom Flughafen Istanbul aus 14 mal pro Woche an und ist damit nach Uzbekistan Airways die Fluggesellschaft mit den zweitmeisten Flügen pro Woche.